# パヴロ・ホブゼイ
パウロ・クズモヴィチ・ホブゼイ（ウクライナ語: Павло Кузьмович Хобзей、1960年3月29日 - ）は、ウクライナの教育者、研究者。物理数学博士候補（Kandydat Nauk）。リヴィウ物理数学リツェイの共同創設者兼初代校長であり、リヴィウ市（1994年–2002年）およびリヴィウ州（2005年–2010年）の教育行政を統括。2015年から2019年までウクライナ教育科学省の副大臣を務めた。

## 経歴

### 生い立ちと学歴
1960年3月29日、ソビエト連邦のコミ自治ソビエト社会主義共和国（現ロシア連邦コミ共和国）のインタに生まれる。1969年、家族と共にウクライナ・ソビエト社会主義共和国（現ウクライナ）のイヴァーノ＝フランキーウシク州カールシに移住。
- 1977年–1982年：キエフ国立大学機械数学部で学ぶ。
- 1982年–1985年：同大学の確率論・数理統計学科で大学院（アスピラントゥーラ）を修了し、物理数学博士候補（Kandydat Nauk）を取得。
- 2002年–2005年：ウクライナ国立行政アカデミー（英語版）の教育管理学科で博士課程を修了。

### 職歴
- 1986年–1991年：ウクライナ国立科学アカデミーヤン・ピドストリハチ応用機械・数学問題研究所（英語版）（リヴィウ）で研究員。
- 1991年–1994年：リヴィウ物理数学リツェイの初代校長[3]。
- 1994年–2002年：リヴィウ市教育局長。
- 2001年–2004年：ウクライナ–米国財団（英語版）の西ウクライナ地域トレーニングセンターでトレーナー。
- 2002年–2003年：国際連合開発計画（UNDP）の「教育の革新と貧困削減」プロジェクトの国家専門家。
- 2003年–2005年：リヴィウ地域テストセンター（英語版）所長。
- 2005年–2010年：リヴィウ州教育科学局長。
- 2010年：リヴィウ州教員継続教育研究所（英語版）付属研究所副所長。
- 2010年–2015年：ウクライナ・カトリック大学（英語版）（UCS）副学長（科学教育担当）。
- 2015年10月21日–2019年9月11日：ウクライナ教育科学省副大臣[1]。
- 2019年：UCSに復帰[2]。
- 2020年10月1日–現在：リヴィウ州教員継続教育研究所（英語版）所長[4]。

## プロジェクトと教育改革
ホブゼイはウクライナの教育改革と市民教育の推進に尽力し、多数の国際プロジェクトに参加した：
- 1994年–1996年：カナダ国際開発庁（CIDA）支援の「市民教育」プロジェクトに参加。「子どものための教育」プログラムを導入し、リヴィウに複数の小学校を設立。
- 1995年–1998年：国際ルネサンス財団（英語版）（リヴィウ支部）の専門家委員会メンバー。
- 1997年–2001年：CIDA支援の「国際女性青少年協力」プロジェクトで、市民教育と女性の社会参加を促進。
- 1999年：国際ルネサンス財団（英語版）支援の「学校の規範的資金調達」プロジェクトを主導。リヴィウ市鉄道区で学校の規範的資金調達モデルを導入。
- 1999年–2000年：同財団支援の「リヴィウ市教育政策戦略」プロジェクトを主導。リヴィウ市議会で教育を優先分野とする戦略を承認[5]。
- 1999年–2002年：イギリス政府支援の「起業家教育」プロジェクトで、ダラム大学と協力し、学校での起業教育を導入。
- 2002年：国際連合開発計画（UNDP）の「ウクライナ教育セクターの地方分権と人的発展」研究に参加。

また、国際ルネサンス財団の中学校プログラム諮問委員会や、障害者の雇用創出を目的としたオランダMATRA支援の「RESPO」プロジェクト監査委員会のメンバーも務めた。

## 教育と研修
ホブゼイは国内外で教育政策と管理に関する研修を受講：
- 2000年4月：アメリカ合衆国オハイオ州立大学マーソンセンター主催の「市民教育」研修（USAID支援）。ウクライナの市民教育発展に関する政策提言を執筆。
- 2000年5月：イギリスダラム大学で「起業家教育」研修（DFID支援）。
- 2000年7月：ハンガリーブダペストのOSI教育政策研究所（英語版）で「カリキュラムと評価」セミナーに参加。

## 出版物
- 『ウクライナの教育改革戦略：教育政策の提言』（共著、2003年、K.I.S.、296頁）
- 『ウクライナ教育セクターの地方分権と人的発展』（共著、UNDP、2002年）
- 『リヴィウ市教育政策の基本原則』（1999年、Інститут політичних технологій、48頁）
- 「リヴィウ―教育改革の都市」（『ディレクター・スクール』紙、1999年、第34号）

## 市民活動と教育改革への姿勢
ホブゼイは教育の近代化と透明性を重視し、インクルーシブ教育や独立評価制度の導入を支持。2010年、ドミトロ・タバチュニク教育相による独立評価の弱体化に抗議し、ウクライナ教育科学省の委員会を辞任。その後、リヴィウ州教育局長を退任した。2017年の新教育法制定にも積極的に関与した。
教育改革について、次のように述べている：
| ｢学校を40～50年変えていない教師たちだけで変革するのは難しい。外部から変化の担い手が入り、創造的で積極的な教師を支援する必要がある。さもなければ、システムの抵抗により改革の意欲が失われる。｣ |
| —text2 |

また、2004年の記事で以下を強調：
| ｢教育省がどんな改革を掲げても、教師の地位と報酬が改善されない限り、教育は変わらない。教師の社会的責任を強調するだけでは不十分で、良い仕事には良い報酬が必要だ。｣ |
| —text2 |

## 受賞歴
- リヴィウ市金紋章（2012年）[10]

## 所属
- ウクライナ学校管理者協会（英語版）名誉会員（欧州中等学校管理者協会（英語版）の加盟団体）
- トロント教員専門能力開発研究所（カナダ）名誉会員
- リヴィウ教育政策センター（英語版）創設者
- キエフ教育モニタリングセンター（英語版）創設者
- 2009年–2010年：ウクライナ教育科学省委員会メンバー